# الثمريات

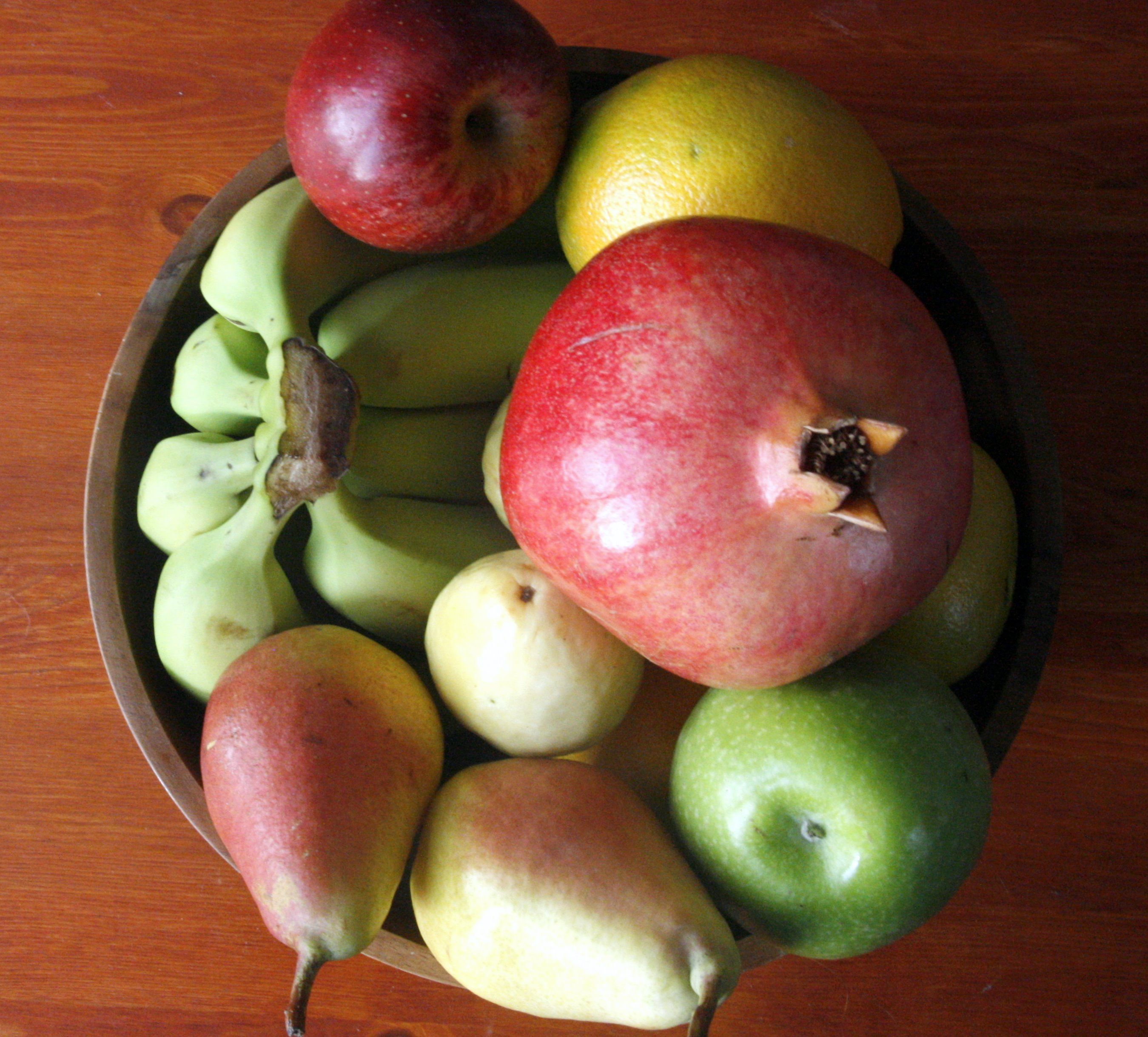
مجموعة ثمار فاكهة.

الثَّمَرِيَّات أو مَبْحَث الثمار هو تخصص في علم النبات مكرس لدراسة البذور والفواكه. يعد المخترع الألماني يوسف جارتنر، وهو طبيب وعالم نبات عاش في القرن الثامن عشر وكرس حياته لدراسة التاريخ الطبيعي مخترعها. عندما يجري تطبيق هذا الفَرع على البقايا الأثرية فإنه يُعرف باسم علم الحفريات القديمة والذي يقع بدوره ضمن علم النباتات القديمة.
لعلم الثمريات هدفين من النتائج التي يُحصَل عليهى من دراسة الثمار والبذور التي يجري الحصول عليها في مكان واحد: الأول إعادة بناء تطور نوع نباتي معين، والثاني إعادة إنشاء ما كانت عليه المناظر الطبيعية وهذا يعني نباتاتها وحيواناتها.